# Jerome Karle
Jerome Karle (n. 18 iunie 1918, New York City, New York, SUA – d. 6 iunie 2013, Annandale⁠(d), Fairfax, Virginia, SUA) a fost un chimist american, laureat al Premiului Nobel pentru chimie (1985).